# Cenotafio alla memoria di Sir Joshua Reynolds
Il cenotafio (Cenotaph to the Memory of Sir Joshua Reynolds) è un dipinto (132x108,5 cm) realizzato nel 1836 dal pittore John Constable.
È conservato nella National Gallery di Londra.
Il quadro raffigura un angolo di Coleorton Hall, la proprietà di Sir George Beaumont nel Leicestershire.
Il cenotafio è dedicato a Sir Joshua Reynolds.
Il busto sulla destra rappresenta Raffaello Sanzio, mentre il busto sulla sinistra rappresenta Michelangelo.